# Gastrotheca aguaruna
Gastrotheca aguaruna es una especie de anfibio anuro de la familia Hemiphractidae.

## Distribución geográfica
Esta especie es endémica de la región amazónica del Perú. Habita entre los 2360 y 3308 m sobre el nivel del mar en el norte de la Cordillera Central.

## Publicación original
- Duellman, Barley & Venegas, 2014: Cryptic species diversity in marsupial frogs (Anura: Hemiphractidae: Gastrotheca) in the Andes of northern Peru. Zootaxa, n.º 3768, p. 159–177.[4]